# マラーティー語訳聖書
マラーティー語訳聖書（マラーティーごやくせいしょ）では、キリスト教聖書のマラーティー語への翻訳を扱う。
マラーティー語はインド・ヨーロッパ語族のインド・アーリア語派に属し、インド西部のマハーラーシュトラ州（州都はムンバイ）の公用語である。表記にはデーヴァナーガリー文字を使う。

## 概要
マラーティー語の聖書はヴァイデャナト・サルマ（Vaidyanath Sarma）がセランポールの宣教師およびフォート・ウィリアムズ大学のウィリアム・ケアリーの監督の下に行われた。しかしこの翻訳は不十分であると分かり、1826年にアメリカ人宣教師のゴードン・ホールとサミュエル・ニューウェルにより改訂されて、1830年に出版された。またデイヴィッド・アレンも1844年から1853年にボンベイ印刷所で「マラーティー語への聖書翻訳を監督した」という。
最初の口語版聖書は（Pandita Ramabai）がプネーの女性用に翻訳を行なった。
その後の翻訳者にはバプジ・アパジ（Bapuji Appaji）、B.N.アタヴァレ（B. N. Athavale）、ラトナカル・ケルカル（Ratnakar Hari Kelkar）がいる。
Church centric bible translationとの協力で、Free Bibles Indiaはオンライン版聖書を発行した。

## 翻訳の例
| 翻訳書               | ヨハネ3:16 (マラーティー語) |
| -------------------- | --- |
| The Bible in Marathi | होय, देवाने जगावर एवढी प्रीति केली की त्याने आपला एकुलता एक पुत्र दिला. देवाने आपला पुत्र यासाठी दिला की, जो कोणी त्याच्यावर विश्वास ठेवतो त्याचा नाश होऊ नये तर त्याला अनतंकाळचे जीवन मिळावे. |